# Anthonomus rufus
Anthonomus rufus är en skalbaggsart som beskrevs av Leonard Gyllenhaal 1836. Anthonomus rufus ingår i släktet Anthonomus, och familjen vivlar. Arten är reproducerande i Sverige.